# Franz Boehm
Pour les articles homonymes, voir Boehm.
Franz Boehm (né le 3 octobre 1880 à Bolleschin (de), arrondissement de Strasbourg-en-Prusse-Occidentale (de) et mort le 13 février 1945 à camp de concentration de Dachau) est un prêtre catholique, résistant au nazisme et martyr de l'archidiocèse de Cologne.

## Biographie

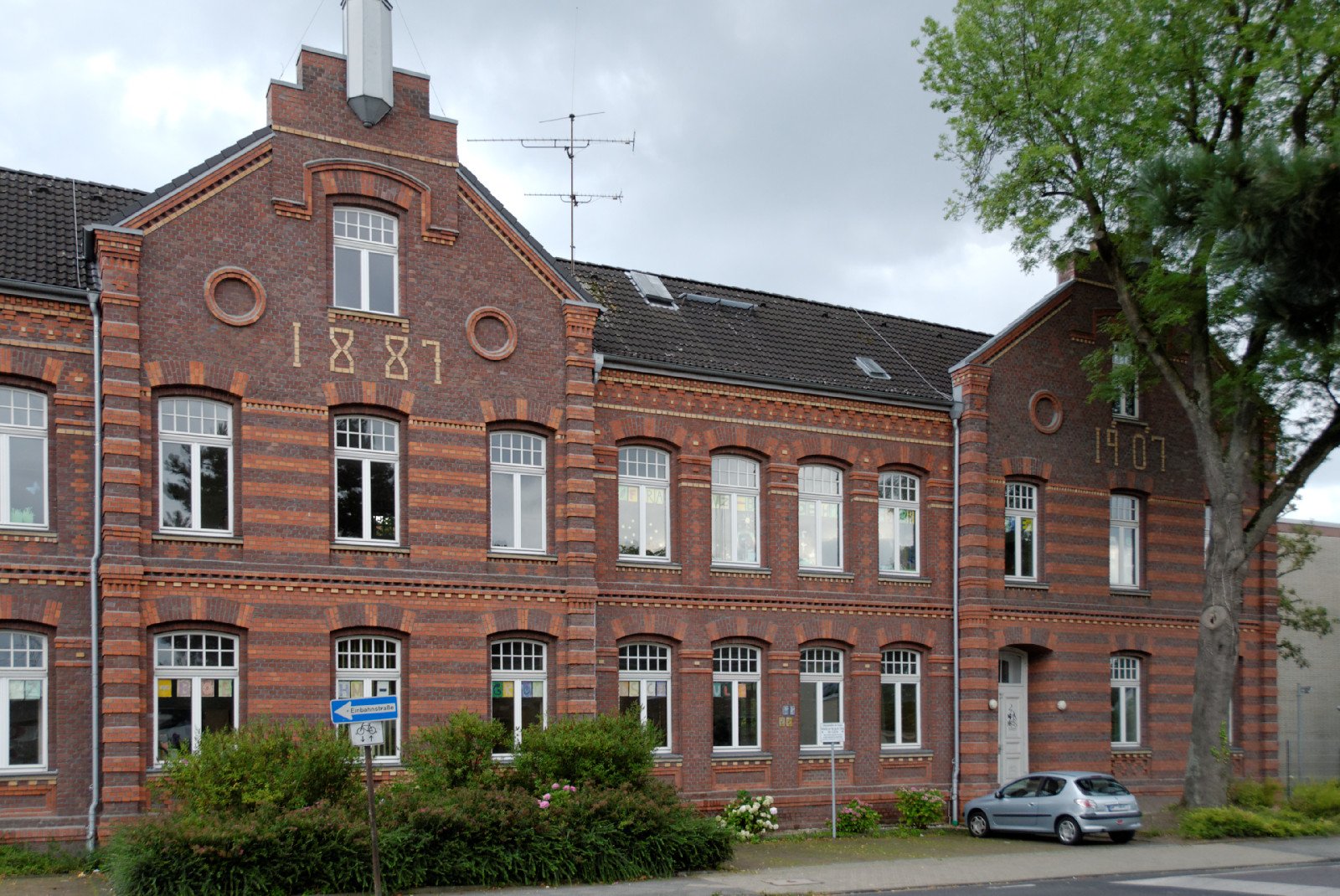
École Franz-Boehm, Düsseldorf

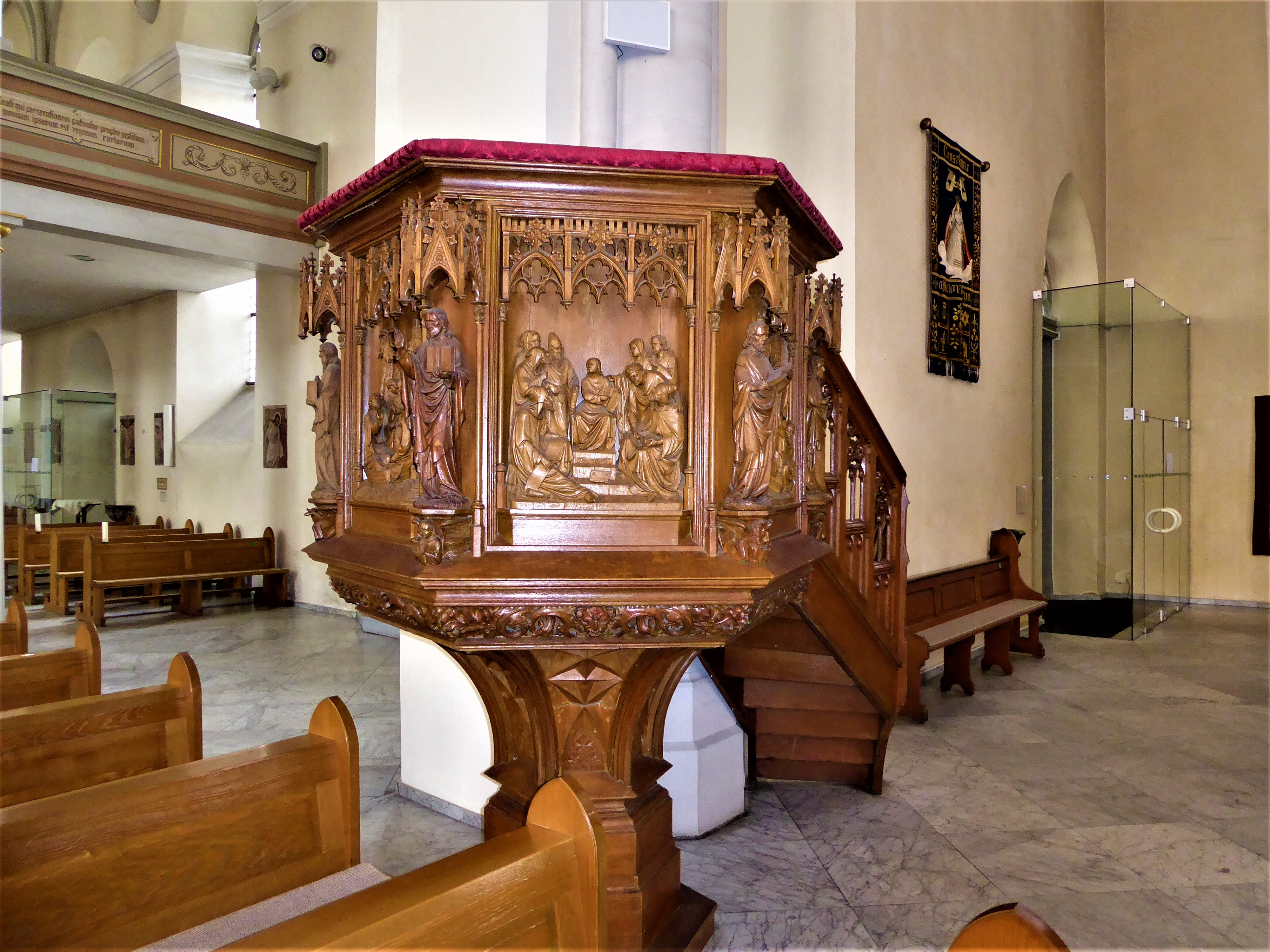
Chaire de l'église Saint-Jean devant la porte latine à Sieglar

### Jeunesse et ordination sacerdotale
Franz Boehm est né en Prusse occidentale, qui se trouve maintenant dans la région polonaise de la voïvodie de Varmie-Mazurie. Il est issu d'une famille d'origine germano-polonaise. Ses parents étaient enseignants pendant le combat pour la civilisation d'Otto von Bismarck, c'est pourquoi la famille a dû déménager en Rhénanie en 1893 sur ordre des autorités. En classe, le père avait répété avec ses élèves un hymne catholique en polonais, une telle chose était interdite en Prusse occidentale à l'époque impériale en raison de la germanisation du peuple polonais. Il a passé le baccalauréat à Mönchengladbach. Après avoir terminé ses études philosophiques et théologiques à Bonn, il est ordonné prêtre dans l'archidiocèse de Cologne en 1906. Dans ses trois postes de chapelain dans la région de la Ruhr, il s'est également activement impliqué dans la pastorale polonaise, puisque sa langue maternelle était le polonais.

### Premier poste de curé à Düsseldorf
Il a pris sa première affectation en tant que curé en 1917 à l'église Sainte-Catherine à Düsseldorf. Dans sa paroisse, il milite pour la préservation d'une école élémentaire catholique qui porte aujourd'hui son nom. Dans cette confrontation, Boehm a fait preuve non seulement d'une très bonne connaissance de la Constitution de Weimar, qui garantissait la liberté de religion, mais aussi d'un talent inhabituel pour motiver les gens à revigorer la foi catholique.

### Résistance au national-socialisme
Le 4 janvier 1923, Boehm est envoyé dans la paroisse nouvellement fondée de Saint-Jean devant la porte latine de Sieglar (de), près de Bonn, où il se rend vite compte qu'il doit composer avec les courants politiques extrêmes de l'époque, le communisme et le national-socialisme. Dans son bulletin paroissial et dans ses sermons du haut de la chaire, il ne laissa aucun doute sur le fait qu'il considérait ces deux courants politiques comme incompatibles avec le christianisme. La résistance de Boehm au national-socialisme devint problématique après l'arrivée au pouvoir des nazis en 1933. Soutenue par le maire nazi de Sieglar, la Gestapo enquêta à plusieurs reprises sur Boehm et imposa de nombreuses sanctions. En 1934, il y a eu des poursuites pénales, qui ont été abandonnées. La liste des inconduites présumées de Boehm est aussi longue qu'absurde. « Faire sonner les cloches pour marquer le retour des pèlerins de Rome et interrompre les célébrations du 1er mai national-socialiste » était, par exemple, l'un des crimes dont le curé était accusé. Bien que la procédure ait été retirée, en 1935, Boehm s'est vu interdire de donner une éducation religieuse. En même temps, il a reçu sa première expulsion, qui a été levée par une amnistie en 1936. La deuxième et dernière expulsion du district administratif de Cologne a eu lieu dès 1937. Boehm a dû quitter Sieglar et attendre que le vicaire général lui assigne une nouvelle paroisse.

### La nouvelle paroisse et le martyre à Dachau
En 1938, Boehm devient curé de Monheim sur le Rhin dans le district administratif de Düsseldorf. Dans son travail sacerdotal, il continua à résister au régime nazi. Boehm travaillait principalement avec des jeunes. Il a toujours contré l'escalade croissante avec les paroles bibliques : « ils sont tous des chiens muets, incapables d’aboyer » Es 56,10 pour dire qu'il ne voulait pas se taire. Les 450 pages du dossier de la Gestapo montrent qu'il a reçu une amende en 1938 et un avertissement en 1941 pour avoir pratiqué son culte en polonais. En 1942, il fut condamné à une amende de 3 000 RM pour un sermon sur le Christ-Roi. Dans son sermon, Boehm affirmait qu'il n'y avait pas de royaumes millénaires sur terre, car il n'y avait qu'un seul royaume qui durerait aussi longtemps, à savoir le royaume de Jésus-Christ, qui durerait éternellement. Les nazis y voyaient une violation de la loi sur la stabilisation des forces armées. Normalement, une telle accusation était passible de la peine de mort. Mais les juges ont réduit l'accusation à des « propos hostiles à l'égard de l'État » (semblables à une condamnation en vertu de la loi sur la chaire). À Pâques 1944, il prêcha contre le système cinématographique nazi, ce qui aboutit à son arrestation. Le 5 juin 1944, immédiatement après une messe, alors qu'il était encore à l'église, il fut arrêté et emmené directement par la Gestapo dans une prison de Wuppertal. Dans le cadre des arrestations survenues lors de complot du 20 juillet 1944, Boehm fut transféré dans le bloc du pasteur d'un camp de concentration. Le 11 août 1944, il fut emmené à Dachau dans un transport individuel car il avait manifestement été confondu avec le juriste et économiste de Mannheim Franz Böhm, qui appartenait au cercle fribourgeois de la résistance allemande au nazisme. Même une lettre de l'évêque n'a rien changé à l'emprisonnement. Boehm mourut dans le camp de concentration de Dachau le 13 février 1945 dans des circonstances incertaines. Son corps a été incinéré et ses cendres dispersées dans un champ voisin.